# Sveinung Fjeldstad
Sveinung Fjeldstad (Gjøvik, 26 agosto 1978) è un ex calciatore norvegese, di ruolo attaccante.

## Carriera

### Club
Fjeldstad iniziò la carriera nel Gjøvik-Lyn. Passò poi al Raufoss e successivamente al Lillestrøm. Il 22 agosto 1999 esordì nella Tippeligaen, con la maglia del Lillestrøm, sostituendo Tore Holm: pochi minuti dopo l'ingresso in campo, segnò la prima rete nella massima divisione norvegese, contribuendo al successo per 2-1 sullo Skeid.
Nel 2001, passò in prestito allo HamKam. Debuttò in squadra il 2 settembre, nel 4-0 sul Mandalskameratene. Il 16 settembre arrivò la prima rete, nel 3-2 sul Vålerenga. Nel 2002 giocò in prestito all'Odd Grenland, disputando il primo incontro il 1º settembre, nella sconfitta per 1-0 contro il Sogndal.
Tornò poi allo HamKam. Il 21 aprile 2004 risultò positivo ad un controllo antidoping. Fu svincolato dalla sua squadra e fu squalificato per tutto il 2004 e per tutto il 2005.
Nel 2006 tornò in campo, nello Gjøvik-Lyn.